# کوپرویک
کوپرویک (به لاتین: Kopervik) یک شهرک در نروژ است که در استان روگالاند واقع شده‌است. کوپرویک ۸٬۲۱۵ نفر جمعیت و ۴٫۸۵ کیلومتر مربع مساحت دارد.